# المضيق (نيويورك)
```

```

المضيق هو مضيق المد والجزر الذي يفصل بين أحياء جزيرة ستاتن وبروكلين في مدينة نيويورك. يربط خليج نيويورك العلوي وخليج نيويورك السفلي ويشكل القناة الرئيسية التي يفرغ بها نهر هدسون في المحيط الأطلسي. منذ فترة طويلة يعتبر «البوابة» البحرية لمدينة نيويورك وكانت تاريخيا واحدا من أهم المداخل في ميناءي ميناء نيويورك ونيوجيرسي.
على الأرجح تشكل المضيق (نيويورك) بعد ترسب ميناء هيل مورين قبل حوالي 18000 سنة قبل نهاية العصر الجليدي الأخير. في السابق كانت جزيرة ستاتن وبروكلين متصلة، وأفرغ نهر هدسون في المحيط من خلال المسار الحالي لنهر راريتان، من خلال اتخاذ مسار جهة غرب عبر أجزاء من شمال نيوجيرسي الحالية، على طول الجانب الشرقي لجبال واتشانغ حتى بوند بروك، نيو جيرسي، ثم إلى المحيط الأطلسي عبر خليج راريتان. سمح تراكم المياه في «الخليج العلوي» للنهر بالاختراق لتكوين «المضيق» منذ أقل من 12000 إلى 13000 عام كما هو موجود حاليا. كان أول مدخل أوروبي مسجَّل في منطقة المضيق عام 1524 من قِبل جيوفاني دا فيرازانو، الذي وضع مرساة في المضيق واستقبلته مجموعة من لنب، الذين جدفوا لمقابلته في المضيق.
في أغسطس 1776، قامت القوات البريطانية بقيادة ويليام هاو في جزيرة ستاتن بعملية برمائية عبر المضيق وهبطت في بروكلين، حيث هزمت جيش واشنطن في معركة لونغ آيلاند. في عام 1964، امتد جسر فيرازانو - ناروز، وهو أطول جسر معلق في العالم في ذلك الوقت، وما زال أطول جسر معلق في الولايات المتحدة (بطول الامتداد الرئيسي).

## معرض صور

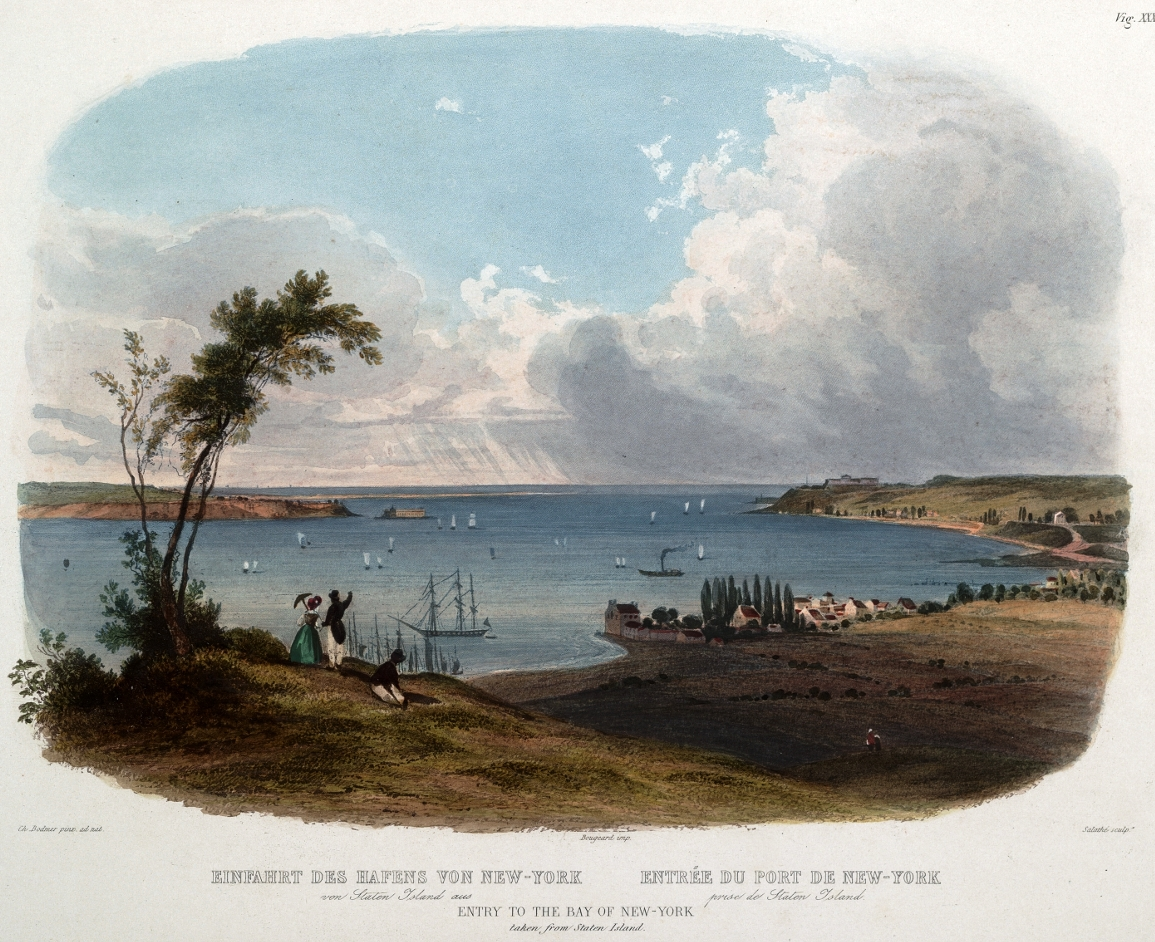
منظر للمضيق ، 1832 ، بواسطة كارل بودمار
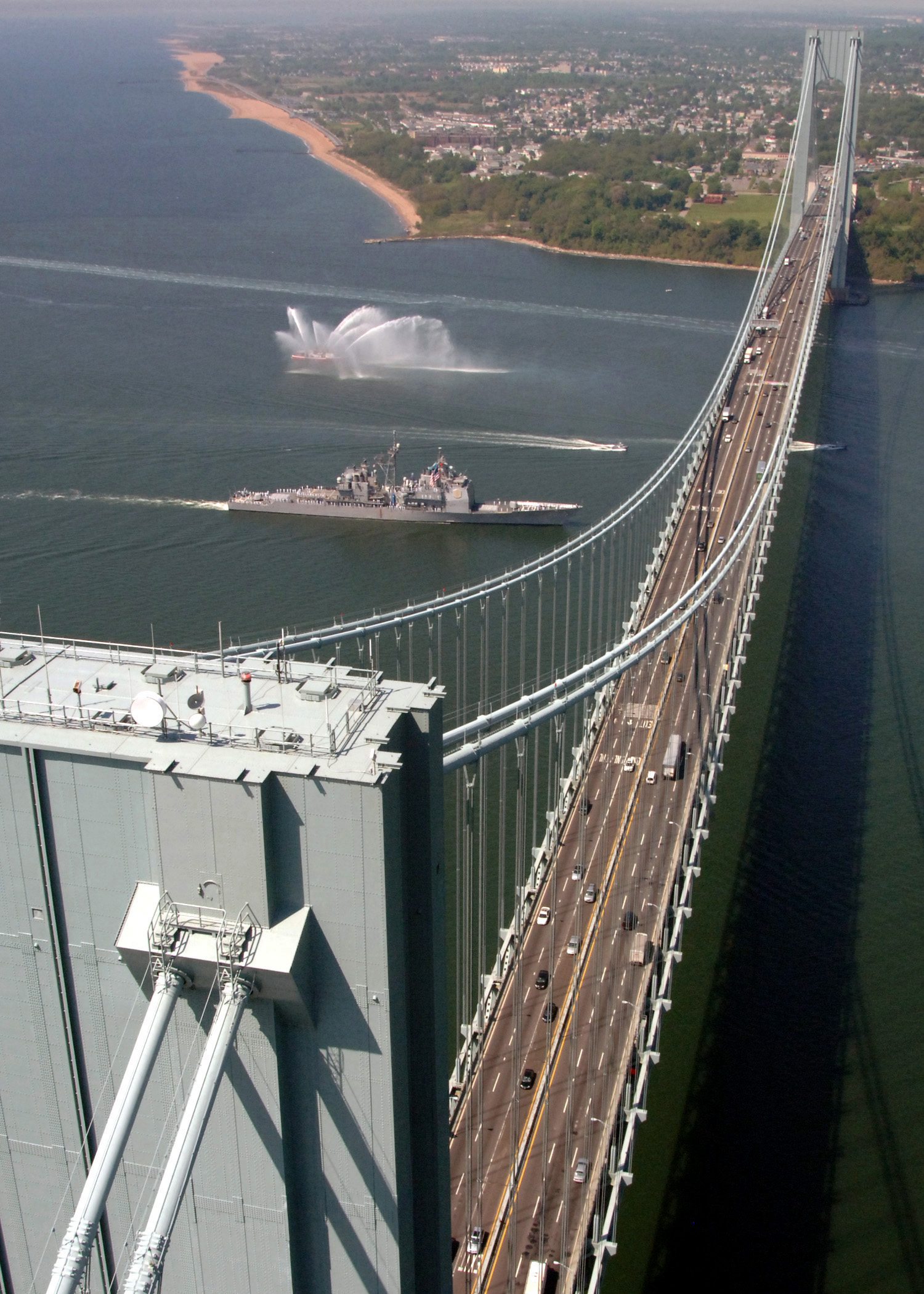
يمتد جسر فيرازانو - ناروز، الذي يظهر مع مرور خليج يو إس إس ليتي أسفله ، على المضيق.
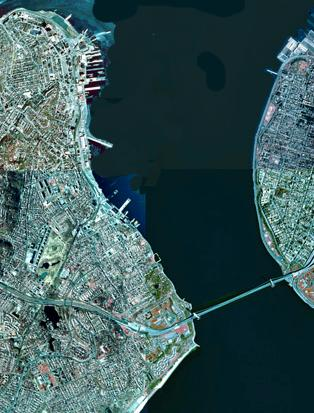
صورة مقربة للمضيق ، كما يراها القمر الصناعي. تقع جزيرة ستاتن على اليسار ، وبروكلين على اليمين ، متصلة بواسطة جسر فيرازانو - ناروز.